# アカハシコサイチョウ
アカハシコサイチョウ（学名：Tockus erythrorhynchus）は、ブッポウソウ目サイチョウ科に分類される鳥類の一種。

## 分布
エチオピア区に生息する。

## 形態
全長約40-48cm。オスは嘴の下面が黒くなっている。

## 生態
乾燥した疎林やサバンナに生息する。
一部地域においては乾季に群れを形成、餌を探して移動することがある。